# Nikon Df
Le Nikon Df est un appareil photographique reflex numérique annoncé par Nikon le 5 novembre 2013,. Il combine une ergonomie traditionnelle inspirée d'anciens reflex argentiques de la marque (FM, F3, ...) avec le capteur et le processeur de traitement d'images du Nikon D4.
Le Df est le plus petit et le plus léger des reflex numériques Nikon au format FX. Il est proposé en finition noire ou argentée.
Nikon a reçu pour ce boîtier le prix TIPA (Technical Image Press Association) du « meilleur appareil Premium » en 2014.

## Caractéristiques techniques
- Molettes mécaniques destinées aux principaux réglages : temps d'exposition, sensibilité, correction d'exposition, mode d'exposition et mode de déclenchement.
- Compatible avec les objectifs non-AI grâce à un levier de couplage photométrique repliable.
- Capteur CMOS au format FX (24 × 36) de 16,2 millions de pixels.
- Sensibilité de 100 à 12 800 ISO ; plage extensible de 50 ISO (équivalent) jusqu'à 204 800 ISO (équivalent) par amplification numérique.
- Processeur d'images EXPEED 3.
- Prises de vue consécutives à 5,5 vps (vues par seconde).
- Système autofocus à 39 points Multi-CAM 4800.
- Mesure matricielle basée sur un capteur RVB de 2 016 photosites.
- Viseur de type reflex avec pentaprisme, couvrant environ 100 % de l'image.
- Mesure ponctuelle de la balance des blancs.
- Mode de prise de vue silencieux.
- Étanche aux intempéries.
- Absence de mode vidéo.
- Absence de flash intégré.